# Sterrendatum
Sterrendatum (Engels: Stardate) is een fictieve eenheid van tijd, die wordt gebruikt in het Star Trekuniversum.
De sterrendatum wordt gebruikt in de Federatie (maar ook elders) en maakt het mogelijk dat planeten en buitenposten die lichtjaren uit elkaar liggen, en sterrenschepen die reizen op bijna relativistische snelheden op dezelfde tijdsbasis blijven, onafhankelijk van de lokale tijd en onvoorziene wijzigingen in de manier waarop de tijd voorbij gaat. Het sterrendatumsysteem is geïntroduceerd ergens tussen 2161 en 2165.

## Oorsprong
Volgens Star Trekbedenker Gene Roddenberry werd de sterrendatum bedacht om te voorkomen dat de gebeurtenissen in de televisieserie naar een specifiek jaar konden worden herleid. Later gaf hij de volgende uitleg: "Dit tijdsysteem past de verschuivingen in relatieve tijd aan, die plaatsvinden door de snelheid en het ruimte-Warp vermogen van het ruimteschip. Het (de sterrendatum) heeft weinig gemeen met de bekende Aarde-tijd. Een uur aan boord van de USS Enterprise zou overeen kunnen komen met drie Aarde-uren. De sterrendata zoals ze zijn opgenomen in het logboek moeten worden berekend in relatie met de snelheid, ruimte-Warp en de positie van het schip in de Melkweg om een zinnige uitslag te verkrijgen." (In het originele Engels: "This time system adjusts for shifts in relative time which occur due to the vessel's speed and space warp capability. It has little relationship to Earth's time as we know it. One hour aboard the USS Enterprise at different times may equal as little as three Earth hours. The stardates specified in the log entry must be computed against the speed of the vessel, the space warp, and its position within our galaxy, in order to give a meaningful reading.")
Later verklaarde Roddenberry dat hij die uitleg zelf niet helemaal begreep, maar dat anderen het een logische verklaring vonden. (Roddenberry: "I'm not quite sure what I meant by that explanation, but a lot of people have indicated it makes sense. If so, I've been lucky again, and I'd just as soon forget the whole thing before I'm asked any further questions about it.")
Omdat er niet echt een duidelijke redenatie achter de sterrendatum zit, is het in de loop van de series en films wel vaker voorgekomen dat gebeurtenissen die later in de tijd gebeurden toch een lagere sterrendatum hadden dan iets wat eerder gebeurde.
In de originele serie waren de sterrendatums minder samenhangend dan in nieuwere series, waar wat meer aandacht aan het tijdsverloop werd besteed. Vanaf Star Trek: The Next Generation werd een jaar in 1000 sterrendatum-eenheden verdeeld.
| Enkele gebeurtenissen met sterrendatum en het overeenkomstige Aardse jaar | Enkele gebeurtenissen met sterrendatum en het overeenkomstige Aardse jaar                                  | Enkele gebeurtenissen met sterrendatum en het overeenkomstige Aardse jaar | Enkele gebeurtenissen met sterrendatum en het overeenkomstige Aardse jaar |
| Star Trek Serie                                                           | Gebeurtenis                                                                                                | Sterrendatum                                                              | Jaar                                                                      |
| ------------------------------------------------------------------------- | --- | ------------------------------------------------------------------------- | ------------------------------------------------------------------------- |
| ENT                                                                       | Eerste vlucht Enterprise NX-01 met kapitein Archer                                                         | Onbekend                                                                  | 2151                                                                      |
| ENT                                                                       | Aanval op de Aarde door een Xindi-sonde                                                                    | Onbekend                                                                  | 2153                                                                      |
| ENT                                                                       | De Enterprise en haar bemanning gaan op zoek naar de Xindi in de Delphic Expanse                           | Onbekend                                                                  | 2153                                                                      |
| ENT                                                                       | Kapitein Archer vernietigt de Xindi-sonde en redt de aarde                                                 | Onbekend                                                                  | 2154                                                                      |
| ENT                                                                       | Val van de regering van en grote veranderingen in de Vulcan-samenleving door vondst van Kir'Shara-artefact | Onbekend                                                                  | 2154                                                                      |
| ENT                                                                       | Ontstaan van de Verenigde Federatie van Planeten                                                           | Onbekend                                                                  | 2161                                                                      |
| TOS                                                                       | Eerste vlucht USS Enterprise NCC-1701 met kapitein Kirk                                                    | 1312                                                                      | 2265                                                                      |
| TOS                                                                       | Eerste vlucht USS Enterprise NCC-1701A                                                                     | 8442                                                                      | 2286                                                                      |
| TNG                                                                       | Ingebruikname USS Enterprise NCC-1701D door kapitein Picard                                                | 41153.7                                                                   | 2364                                                                      |
| TNG                                                                       | Eerste contact met de Borg                                                                                 | 42761.3                                                                   | 2365                                                                      |
| TNG                                                                       | De Borg verslaan de Federatievloot in de slag bij Wolf 359                                                 | 44001.4                                                                   | 2367                                                                      |
| TNG                                                                       | Klingon burgeroorlog                                                                                       | 45020                                                                     | 2368                                                                      |
| VOY                                                                       | USS Voyager strandt in het Delta-kwadrant                                                                  | 48315.6                                                                   | 2371                                                                      |
| DS9                                                                       | Onder leiderschap van Gul Dukat sluit Cardassia zich aan bij de Dominion                                   | 50564.2                                                                   | 2373                                                                      |
| DS9                                                                       | Oorlog met de Dominion                                                                                     | 50975.2                                                                   | 2373                                                                      |
| DS9                                                                       | Cardassia loopt over naar de geallieerden, de Dominion geeft zich over                                     | Kort na 52645.7                                                           | 2375                                                                      |
| VOY                                                                       | USS Voyager keert terug op Aarde                                                                           | 54973.4                                                                   | 2378                                                                      |